# Las líneas de Wellington
La líneas de Wellington (en portugués: Linhas de Wellington) es una película bélica franco-portuguesa de 2011. Pensada para ser una serie de televisión, su creador, el director chileno Raúl Ruiz murió y lo tuvo que finalizar su viuda Valeria Sarmiento. 
El film entró en competición por el León de Oro en el Festival Internacional de Cine de Venecia de 2012. It También fue exhibida en el Festival de San Sebastián, el Festival Internacional de Cine de Toronto y el Festival de Cine de Nueva York. El fuilm fue seleccionado por Portugal para competir en el apartado de Mejor película de habla no inglesa en los 86.º Premios Óscar, aunque no sería nominada.

## Argumento
En otoño de 1810, las fuerzas francesas del mariscal  Masséna están invadiendo Portugal y son detenidas temporalmente por el ejército anglo-portugués bajo el mando de Vizconde de Wellington en la Batalla de Busaco. Cuando se acerca un invierno crudo, Wellington retira sus tropas hacia las fortificaciones que ha preparado en secreto en las Líneas de Torres Vedras. Usando una defensa de tierra quemada, obliga a los habitantes a evacuar la tierra frente a las Líneas y destruye todos los suministros que podrían ser útiles para los franceses. La película ilustra estos dramáticos hechos mediante una serie de viñetas que muestran los efectos sobre los combatientes, tanto soldados regulares como guerrilleros, y sobre la población civil.

## Reparto
- John Malkovich - Duque de Wellington
- Soraia Chaves - Martírio
- Vincent Pérez - Lévêque
- Marisa Paredes - Dona Filipa
- Melvil Poupaud - Mariscal Massena
- Mathieu Amalric - Barão Marbot
- Elsa Zylberstein - Hermana Irmã Cordélia
- Ricardo Pereira
- Carloto Cotta - Pedro de Alencar
- Nuno Lopes - Francisco Xavier
- Jemima West - Maureen
- Catherine Deneuve - Severina
- Isabelle Huppert - Cosima Pia
- Malik Zidi - Octave Ségur
- Chiara Mastroianni - Hussardo
- Michel Piccoli - Leópold Scheitzer
- Victoria Guerra - Clarissa
- Maria João Bastos - Maria de Jesus
- Marcello Urgeghe - Jonathan Foster
- José Afonso Pimentel - Zé Maria
- Christian Vadim - Mariscal Soult